# Кизляро-Гребенские казачьи полки
Кизляро-Гребенские казачьи полки (в ед. числе рус. дореф. Кизляро-Гребенскій казачій полкъ) — казачий полк, а также несколько одноимённых полков 2-й и 3-й очереди, в составе Терского казачьего войска иррегулярных сил Российской империи. Сформирован 1 (13) августа 1870 года из Гребенского и Кизлярского казачьих полков, находился в строю до событий Октябрьской революции. В полку/полках служили, в основном, гребенские и кизлярские казаки.

## Формирование
1 (13) августа 1870 года российским императором утверждено новое положение Военного совета № 48607 (рус. дореф. «Высочайше утверждённое Положеніе Военнаго Совѣта») о воинской повинности, содержании и изменении штатов строевых частей Кубанского и Терского казачьих войск. 6 (18) августа 1870 года приказом № 226 положение было объявлено по военному ведомству, 31 августа (12 сентября) 1870 года это положение объявлено военным министром Д. А. Милютиным Правительствующему сенату.
Положение вступало в действие с 1 (13) января 1871 года, среди множества его пунктов, изменение штатов строевых частей и привело к формированию Кизляро-Гребенского казачьего полка. Причиной послужило упразднение бригад, которые стали полками. Наряду с другими бригадами Терского казачьего войска, 3-я бригада также была преобразована в полк. Состояла бригада из Гребенского и Кизлярского казачьих полков, по причине чего, после переформирования, стала именоваться Кизляро-Гребенским казачьим полком, который получил тот же, что и у бригады номер — 3-й.

## Список станиц полкового округа
- Александрийская,
- Александро-Невская,
- Барятинская,
- Бороздиновская,
- Гребенская,
- Грозненская,
- Дубовская,
- Ермоловская,
- Ильинская,
- Калиновская,
- Каргалинская,
- Кахановская,
- Курдюковская,
- Николаевская,
- Петропавловская,
- Романовская,
- Савельевская,
- Старогладковская,
- Червлённая,
- Шелковская,
- Щедринская.

## Строевой состав
Вновь образованный Кизляро-Гребенской казачий полк, как и все терские конные полки, согласно новому положению был 4-х сотенным, в отличие от кубанских конных полков — 6-и сотенных. Как и прочие конные полки Кубанского и Терского казачьих войск, полк теперь мог в военное время увеличиваться в своём составе или числе призывом льготных казаков.
Согласно «Военной энциклопедии» 1912 года и «Советской военной энциклопедии» 1977 года, Кизляро-Гребенской казачий полк ещё в 1870 году имел по полку 2-й и 3-й очереди (в СВЭ — три полка по 900 человек). Однако, далее автор статьи «Гребенские казаки» в ВЭ подъесаул Л. И. Чирков оговаривается, что гребенские и кизлярские казаки выставляли по 3 полка несколько позднее — во время Русско-турецкой войны 1877—1878 годов.
В «Хрониках гвардейских казачьих частей» 1912 года и в «Памятке Гребенца» 1916 года, сообщается дата разделения Кизляро-Гребенского казачьего полка (уже в мирное время) на полки трёх очередей — 24 июня (6 июля) 1882 года.
12 января 1879 года полку пожаловано шефство наследного великого герцога (с 9 апреля 1883 — великого герцога) Фридриха Мекленбург-Шверинского. После разделения полка в 1882 году на очереди шефство сохранено за полком первой очереди и сохранялось до 9 апреля 1897 года. 26 августа 1904 года 1-му полку присвоено почётное шефство генерала Ермолова и велено именоваться 1-м Кизляро-Гребенским генерала Ермолова полком.
Высочайшим приказом от 23 августа 1916 года 1-му Кизляро-Гребенскому генерала Ермолова полку пожаловано шефство императора Николая II и велено именоваться 1-м Кизляро-Гребенским Его Величества полком.

## Знаки различия
| Погоны       |              |              |              |              |               |               |               |
| Эполеты      |              |              |              |              |               |               |               |
| Классный чин | Есаул        | Подъесаул    | Сотник       | Хорунжий     | Вахмистр      | Приказный     | Pядовой казак |
| Группа       | Обер-офицеры | Обер-офицеры | Обер-офицеры | Обер-офицеры | Унтер-офицеры | Унтер-офицеры | Рядовые       |

## Старшинство полка
28 марта (9 апреля) 1874 года именным указом российского императора № 53325, объявленным по военному ведомству в приказе № 106 (рус. дореф. «Именной, объявленный въ приказѣ по военному вѣдомству»), было установлено старшинство полков Кубанского и Терского казачьих войск, а также старшинство самих этих войск. Самое старое старшинство получил Кизляро-Гребенской казачий полк — с 1557 года. По его старшинству, с этого же года, стало считаться и старшинство всего Терского казачьего войска, в составе которого полк находился. Дата эта была приурочена к основанию терским воеводой Л. З. Новосильцевым (рус. дореф. Лукьяномъ Новосильцовымъ) острога Терка/Терки (Сунженский острог) на реке Терек (старорусск. Терка/Терки) напротив впадения в него Сунжи (старорусск. Сююнча, Сунша). Однако, современные исследователи (напр. видный кавказовед Е. Н. Кушева) утверждают, что основание данного острога произошло не в 1577, а в 1578 году, также сегодняшней науке известно, что это было уже второе строительство острога Русским государством на этом месте.

## Компании полка

### Русско-турецкая война 1877—1878 годов
В период Русско-турецкой войны 1877—1878 годов, помимо одного Кизляро-Гребенского казачьего полка, было сформировано, в основном из гребенских и кизлярских казаков, ещё два Кизляро-Гребенских казачьих полка (так называемые полки 2-й и 3-й очереди).

#### 1-й Кизляро-Гребенской казачий полк
Полк существовал и ранее — в мирное время. В период Русско-турецкой войны 1877—1878 годов оставался на Северном Кавказе, участвуя в подавлении Восстания в Чечне и Дагестане 1877 года, а также неся службу по охране казачьих станиц.
Знаки отличий
1. Полковой штандарт - георгиевский " За военные подвиги против непокорных Горцев " " 1577 - 1877 " с юбилейной Александровской лентой, пожалованный 1881 г. Августа 3 (первоначально надпись была пожалована 1860 г. Марта 3 - Кизлярскому полку Кавказскаго линейнаго казачьяго войска)
2. 2-е серебряныя георгиевския трубы " За отличие в Хивинском походе 1873 года " в 4-й сотне, пожалованныя 1875 г. Апреля 17.
3. Знаки отличия на головные уборы : * " За дело 24-го Июля 1854 года и за умиротворение горских племён Тёрской области и Дагестана в 1877 году " в 1-й полусотне 1-й сотни, пожалованные 1879 г. Января 6 , * " За дело 30-го Августа 1855 года и за умиротворение горских племён Тёрской области и Дагестана в 1877 году " во 2-й полусотне 1-й сотни, пожалованные 1879 г. Января 6, * " За умиротворение горских племён Тёрской области 1877 году " во 2-й и 3-й сотне, пожалованные 1879 г. Января 6.
4. Белевая тесьма на воротнике и рукавах мундиров нижних чинов, пожалованных 1908 г. Декабря 6.

Командиры полка
- 24.03.1871 — 06.10.1876 — подполковник Чавчавадзе, Дмитрий Сулханович
- 06.10.1876 — 13.06.1881 — подполковник (с 26.02.1877 полковник) Гончаров, Иван Григорьевич
- 13.06.1881 — 23.12.1893 — подполковник (с 03.10.1881 полковник) Савенков, Николай Никитич
- 10.01.1894 — 29.05.1896 — полковник Смирницкий, Митрофан Александрович
- 29.05.1896 — 12.06.1902 — полковник Суровецкий, Николай Степанович
- 10.07.1902 — 02.03.1906 — полковник Абрезов, Георгий Назарович
- 05.05.1906 — 24.02.1909 — полковник Абутков, Вячеслав Дмитриевич
- 09.03.1909 — 24.06.1911 — полковник Синюхаев, Фока Андрианович
- 15.07.1911 — 04.06.1915 — полковник Рыбальченко Александр Григорьевич
- 16.09.1915 — 08.11.1916 — полковник Бобрышев, Василий Михайлович
- 08.11.1916 — 26.08.1917 — полковник Корсун, Николай Георгиевич
- 18.09.1917 — хх.хх.1918 — полковник Бочаров, Семён Георгиевич
- полковник Федюшкин И. К.
- февраль-июнь 1919 — полковник Зимин А. Е.

#### 2-й Кизляро-Гребенской казачий полк
На начало войны Кизляро-Гребенской казачий полк 2-й очереди был сформирован в течение 10-и дневной мобилизации. Сразу после формирования полк выступил в Гюмри (устар. Александрополь), где вошёл в состав 2-й сводной кавалерийской дивизии Кавказского корпуса. Боевые действия полк открыл снятием турецких пограничных постов. Участвовал в преследовании отступавшей турецкой колонны к Саганлугскому перевалу, 13 (25) мая 1877 года полк сражался под селением Магараджих (устар. Магараджик), 17 (29) мая — под Бенлиахметом (устар. Бегли-Ахмет), 3 (15) июня — под Аравартаном, 13 (25) июня — участвовал в Зивинском сражении.
В том же году, во время общего сентябрьского наступления русской армии к Аладжадагу (устар. Аладжа, Аладжинские высоты) в Западной Армении, 2-й Кизляро-Гребенской казачий полк вошёл в состав обходной колонны ген.м-ра Б. М. Шелковникова. 19 сентября (1 октября) полк участвовал в наступлении под Кизыл-Гула, а 20 сентября (2 октября) оказался в тылу у турецкой армии, расположившейся на Аладжадаге. В Авлияр-Аладжинском сражении 3-и сотни полка 2-3 (14-15) октября входили в состав обходной колонны ген.л-та И. Д. Лазарева. В это же время 2-я сотня 2-го Кизляро-Гребенского казачьего полка, совместно с 3-м эскадроном 17-го Нижегородского драгунского полка, под командованием м-ра А. Ю. Витте была направлена на рекогносцировку к селению Хаджи-Халиль. Согласно ВЭ 1912 года, далее события развивались следующим образом:

Возвращаясь, отрядъ наткнулся на шедшіе въ поход. порядкѣ 6 табор. [турецкой] пѣхоты, прорубился сквозь нихъ, но, встрѣтивъ далѣе непроходимый оврагъ, принужденъ б.(был) повернуть назадъ и вторично шашками прорубить себѣ путь, понеся значит. потери людьми и лошадьми; въ этомъ дѣлѣ б. уб. (был убит) хор. Ушинкинъ. (с. 460)
— подъесаул Чирков Л. И. Гребенские казаки, «Военная энциклопедия» 1912.
Знаки отличий
1. Полковой штандарт - георгиевский " За военные подвиги против непокорных Горцев " " 1577 - 1877 " с юбилейной Александровской лентой, пожалованный 1881 г. Августа 3.
2. 8-м  серебряныя георгиевския трубы " За взятие Карса 6-го Ноября 1877 года ", пожалованныя 1878 г. Октября 13.

Командиры полка
- 1877—1878 — подполковник Климентов И. А.
- июнь 1878 — сентябрь 1878 — подполковник Валуев П. П.
- октябрь 1913 — ноябрь 1916 — полковник Сехин Д. М.
- ноябрь 1916—1918 — полковник Данильченко А. Д.

#### 3-й Кизляро-Гребенской казачий полк
3-й Кизляро-Гребенской казачий полк, так же как и 2-й, был сформирован в начале Русско-турецкой войны 1877—1878 годов, и, так же как и первый, оставался на Северном Кавказе. В основном полк действовал в Терской области, участвуя по-сотенно в составе различных отрядов, при усмирении восставшего местного населения и занимая кордонную линию.
Знаки отличий
1. Полковой штандарт - простой " За отличие в Турецкую войну и за дела бывшия против Горцев в 1828 и 1820 годах  и за взятие Андии и Дарго в 1845 году " " 1577 - 1877 " с юбилейной Александровской лентой, пожалованный 1881 г. Августа 3.

Командиры полка
- 1877—1878 — войсковой старшина Золотарев И. П.
- июль 1914 — март 1915 — войсковой старшина Луценко П. Е.
- март-август 1915 — полковник Урчукин Ф. М.
- август 1915 — август 1916 — полковник Блазнов А. Г.
- октябрь 1916—1918 — полковник Аландер С. Н.
- ? — 7 апреля 1919 — полковник Беллик В. П.